# Мауро Балди
Мауро Балди (на италиански: Mauro Baldi) е италиански пилот във Формула 1, печели пет точки от състезания и има 41 участия. Роден е на 31 януари 1954 г. в Реджио Емилия, Италия.
След оттеглянето си от Формула 1 участва в различни шампионати за туристически и спортни автомобили.